# Aéroport Reine Tamar de Mestia
L'aéroport de Mestia, aussi surnommé aéroport de la Reine Tamar, est un petit aéroport qui dessert la petite ville de Mestia en Géorgie.

## Situation
Il se trouve à 3 km au nord-est de la ville.
| Koutaïssi Ambrolaouri Natakhtari Batoumi Mestia Tbilissi Soukhoumi |

## Compagnies aériennes et destinations
| Compagnies           | Destinations                   |
| -------------------- | ------------------------------ |
| Vanilla Sky Airlines | Koutaïssi-David-IV, Natakhtari |

Actualisé le 20 mai 2023.